# Version par manœuvre externe
La version par manœuvre externe ou VME est une technique obstétricale. Elle consiste à faire passer une présentation en siège ou transverse du fœtus à une présentation céphalique. Son but est de diminuer le taux de césariennes en cas de présentation du siège et de limiter les risques de l’accouchement « par le siège ». La VME est le plus souvent réalisée à la fin du huitième mois de grossesse mais peut être également réalisée plus tard lors de la découverte d'une présentation du siège à terme.

## Indications
Cette manœuvre est pratiquée dès que les moyens alternatifs pour accélérer la version spontanée du fœtus comme l'acupuncture n'ont pas fonctionnés. Elle peut être proposée systématiquement dès 36 semaines de grossesse lorsque le fœtus n'a pas fait sa version naturelle. Elle a une certaine efficacité, même si elle comporte un taux d'échec important, plus élevée chez la nullipare (deux tiers d'échecs). Elle est refusée cependant par un certain nombre de patientes, préférant un autre mode d’accouchement .

## Contre-indications
Il s’agit principalement des contre-indications à la voie basse.
- Fœtus est en présentation podalique en raison d'une malformation utérine,
- En cas de placenta praevia,
- En cas de menace de rupture prématurée des membranes.

En revanche, la présence d'un antécédent de césarienne n'est pas une contre-indication retenue par les sociétés savantes.

## Mise en œuvre
Elle doit être faite entre la 36e et la 37e semaine d'aménorrhée.

### Précaution
La patiente est à jeun avec une perfusion. L'injection d'un médicament tocolytique peut être faite pour faciliter la manœuvre. L'efficacité est démontrée essentiellement avec les bêta-2-mimétiques.
Installation en salle de prétravail, proche de la salle de césarienne.
1. Échographie avant la version pour s'assurer de l'absence de contre-indication et repérer la position du dos ;
2. Mise en place d'une tocolyse de 30 minutes afin d'obtenir un relâchement utérin maximum ;
3. Vérification du bien-être fœtal par 30 minutes d'enregistrement du rythme cardiaque fœtal avant le geste.

### Technique
La main sus-pubienne permet de refouler le pôle podalique du fœtus tandis que l'autre main agit sur la tête en la repoussant dans le sens de la flexion.
Que la manœuvre réussisse ou échoue, une surveillance du rythme cardiaque fœtal est réalisée. En cas de complications rares, une césarienne peut être effectuée en urgence.
Un test de Kleihauer est n’est plus réalisé systématiquement à la recherche d'un passage de sang fœto-placentaire car de trop faible rendement.

### Complications
Elles sont rares (moins de 2 %) et peuvent nécessiter une césarienne en urgence dans moins de 1 % des cas.
- Hémorragie fœto-maternelle
- Anomalie du rythme cardiaque fœtal
- Rupture prématurée de membranes
- Saignement d'origine utérine, hématome rétroplacentaire
- Mortalité périnatale exceptionnelle[8].